# Henrykowo (powiat leszczyński)
Henrykowo – wieś w Polsce, położona w województwie wielkopolskim, w powiecie leszczyńskim, w gminie Święciechowa.

## Historia
W XVI w. wieś należała do majątku Leszczyńskich. 200 lat później, w XVIII w., tereny sprzedano rodzinie Sułkowskich, którzy gospodarowali tutaj w latach 1736 - 1845. Następnymi właścicielami byli Adolf von Hansemann z Berlina, Dawid Hindersin z Dalkowa, Feliks Haertle z Drzewiec. W roku 1946 majątek upaństwowiono i do dziś znajduje się on pod zarządem Agencji Własności Rolnej Skarbu Państwa.
Po odzyskaniu przez Polskę niepodległości, na pobliskiej rzece Kopanicy ustanowiono granicę państwową z Niemcami, a w miejscowości powstało przejście graniczne. W okresie międzywojennym w miejscowości stacjonowała placówka Straży Granicznej I linii „Henrykowo”.
W latach 1975–1998 miejscowość administracyjnie należała do województwa leszczyńskiego.
Obecnie na terenie Henrykowa zlokalizowana jest oczyszczalnia ścieków oraz międzygminne schronisko dla bezdomnych zwierząt.

## Galeria

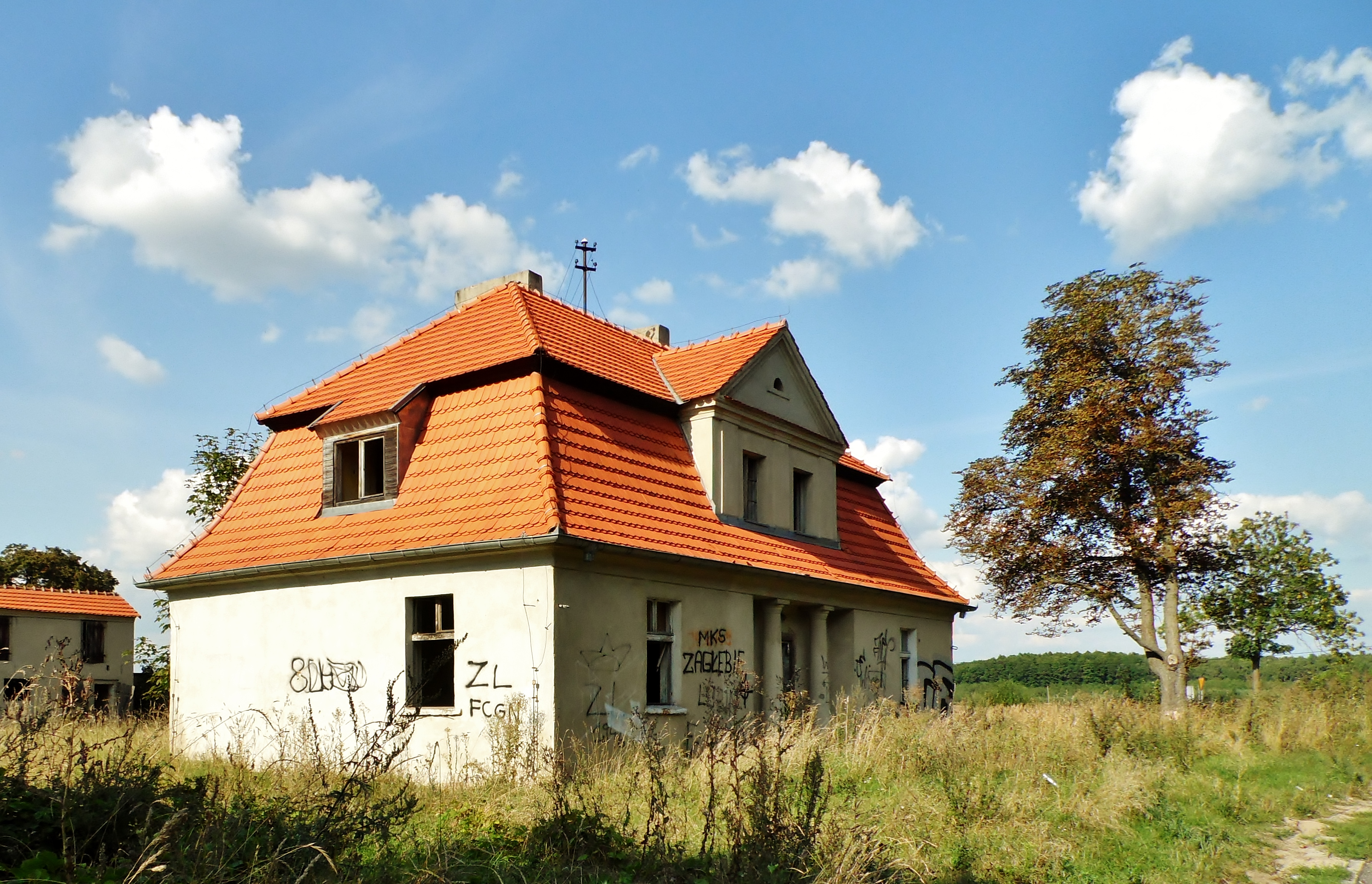
Budynek dawnej komory celnej
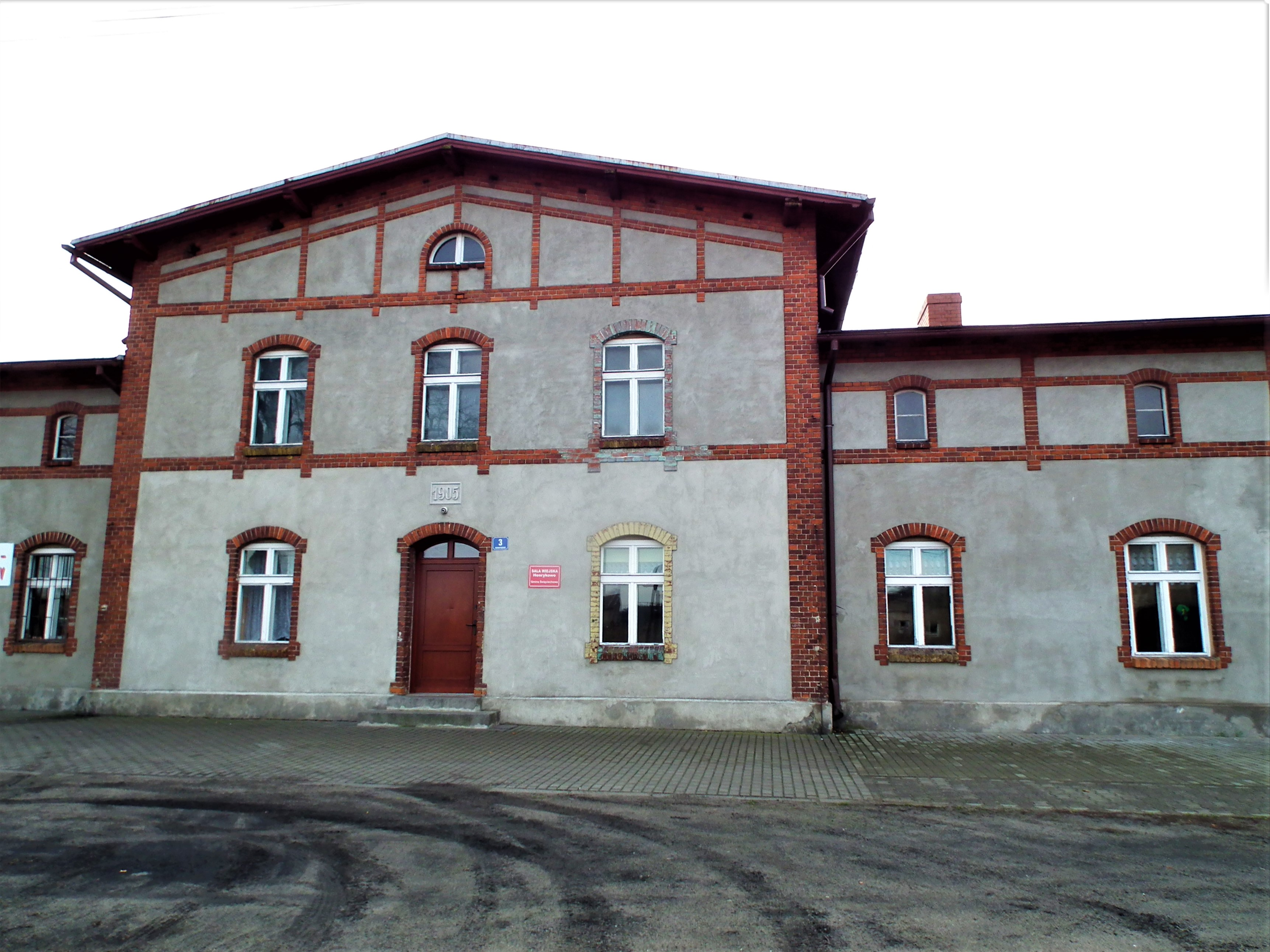
Sala wiejska (budynek z 1905)